# Joannes Christoffel Vaarberg
Joannes Christoffel Vaarberg (Weesp, 8 december 1825 – Amsterdam, 11 mei 1871) was een Nederlands kunstschilder die bekend werd om zijn historiestukken en genrestukken, vaak verlicht bij kaarslicht in plaats van natuurlijk licht. 
Vaarberg studeerde aan de Koninklijke Akademie van Beeldende Kunsten in Amsterdam. Rond 1848 verhuisde hij naar Amsterdam waar hij woonde en werkte tot zijn overlijden.
Omwille van zijn vele interieurschilderijen bij kaarslicht, wordt Vaarberg samen met Petrus van Schendel en Johannes Rosierse gerekend tot de "nachtschilders".
Tussen 1840 en 1871 exposeerde Vaarberg regelmatig op de jaarlijkse Tentoonstelling van Levende Meesters.
Tot zijn leerlingen behoorde onder meer John Frederik Hulk.

## Tentoonstellingen (selectie)
- 1848: Tentoonstelling van Levende Meesters, Utrecht (met het schilderij ‘Een tafereel’)[3];
- 1849: Tentoonstelling van levende Nederlandsche meesters in Groningen, georganiseerd door Pictura Groningen;
- 1850: Tentoonstelling van schilder- en andere werken van levende kunstenaars, georganiseerd door de Koninklijke Akademie van Beeldende Kunsten in Amsterdam (vertegenwoordigd met het werk “Binnenhuis met figuren”);
- 1859: Tentoonstelling van het schilderij ‘’ Eene koopvrouw bij kaarslicht’’ tijdens de expositie “Kunstwerken van levende meesters” in Den Haag (georganiseerd door Teeken-Academie ’s-Gravenhage);[4]
- 1862: Tentoonstelling “Pictura” van levende Nederlandsche meester in Groningen;[5]
- 1871: Tentoonstelling van schilder- en andere werken van levende kunstenaars, Amsterdam. De tentoonstelling werd georganiseerd door Koninklijke Akademie van Beeldende Kunsten Amsterdam. Vaarberg was er vertegenwoordigd met de schilderijen “Markt bij avondlicht” en “Wapensmid in de 17e eeuw”.[6]

## Musea en publieke collecties
- Fries Museum[7];
- Museum Paul Tétar van Elven , Delft[8]

## Galerij

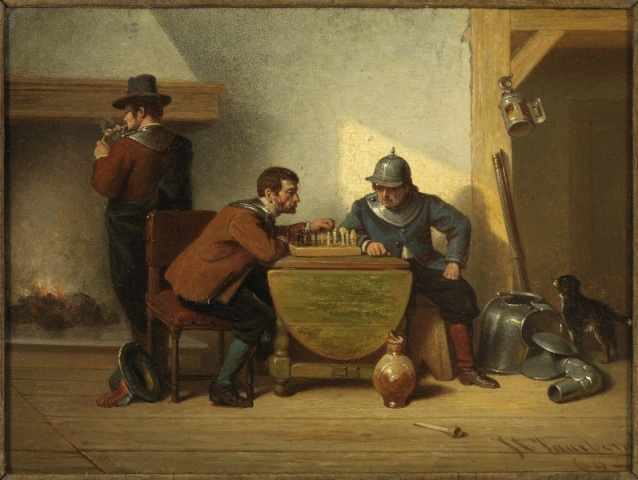
Schaakspelende krijgslieden – Fries Museum
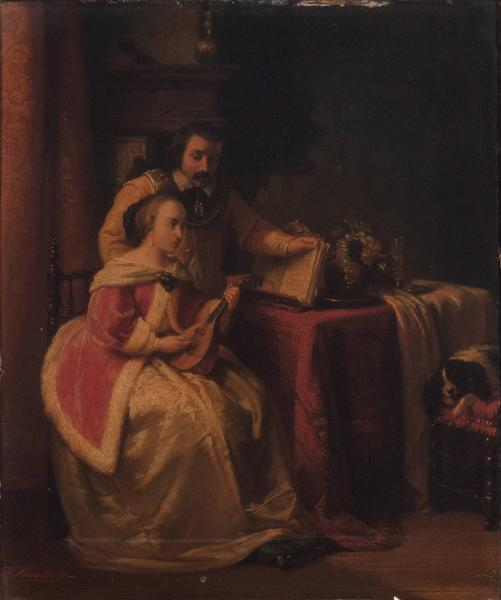
Het Duet
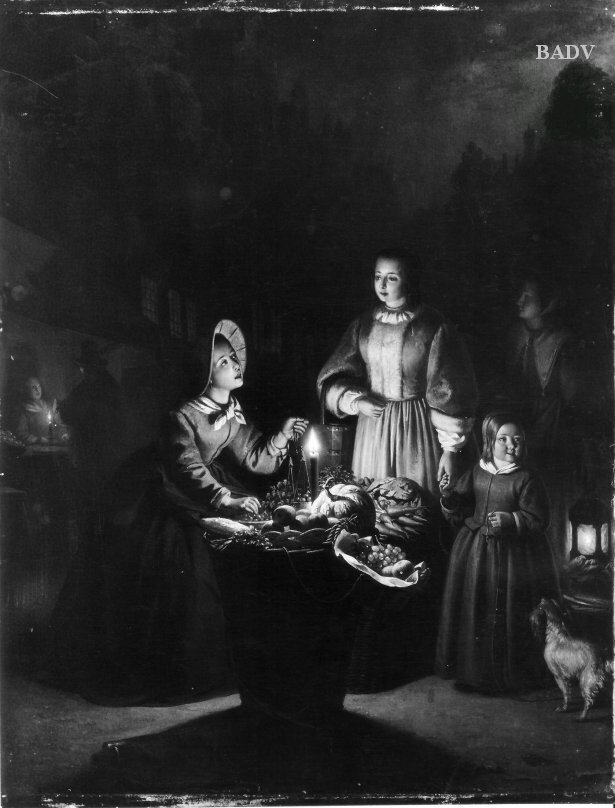
Vermakelijke marktplaatsen
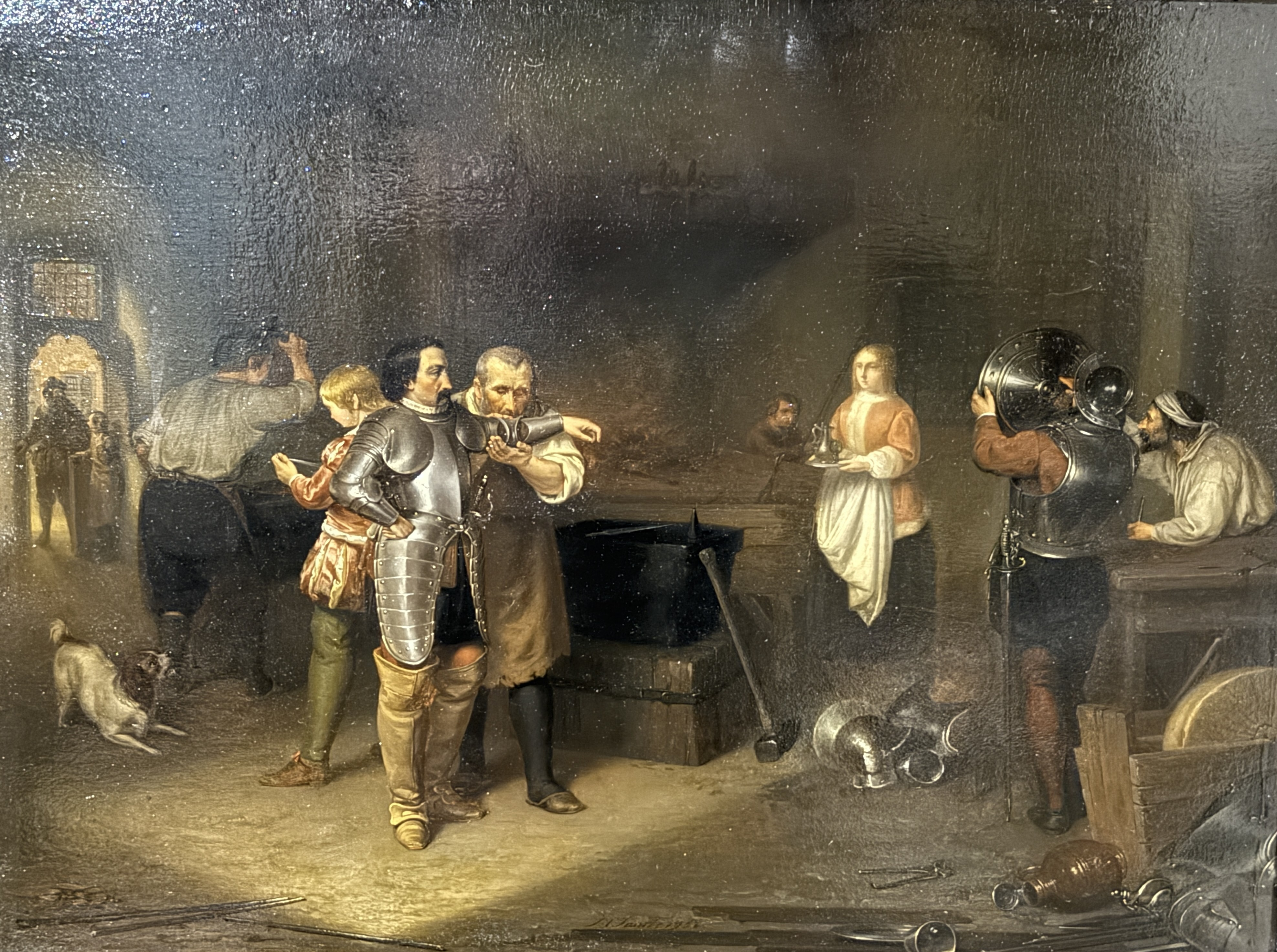
“Wapensmid in de 17e eeuw”

## Privéleven
Vaarberg overleed op 11 mei 1871 op 45-jarige leeftijd en liet zijn vrouw Cornelia Amalia Pisa en zijn zoon Johannes Christoffel Vaarberg Jr (1861-1884), een diamantslijper, na.